# Чуковський Корній Іванович
Корні́й Іва́нович Чуко́вський (справжнє ім'я Микола Васильович Корнєйчуков; 19 (31) березня 1882, Петербург, Російська імперія — 28 жовтня 1969, Москва, РРФСР, СРСР) — російський письменник українського походження і радянський поет, публіцист, літературний критик, перекладач, літературознавець, дитячий письменник, журналіст українсько-єврейського походження.
Перекладач українських поетів (збірка «Молода Україна»), упорядник кількох видань російських перекладів Тараса Шевченка, автор нарису «Шевченко» (1911).

## Біографія

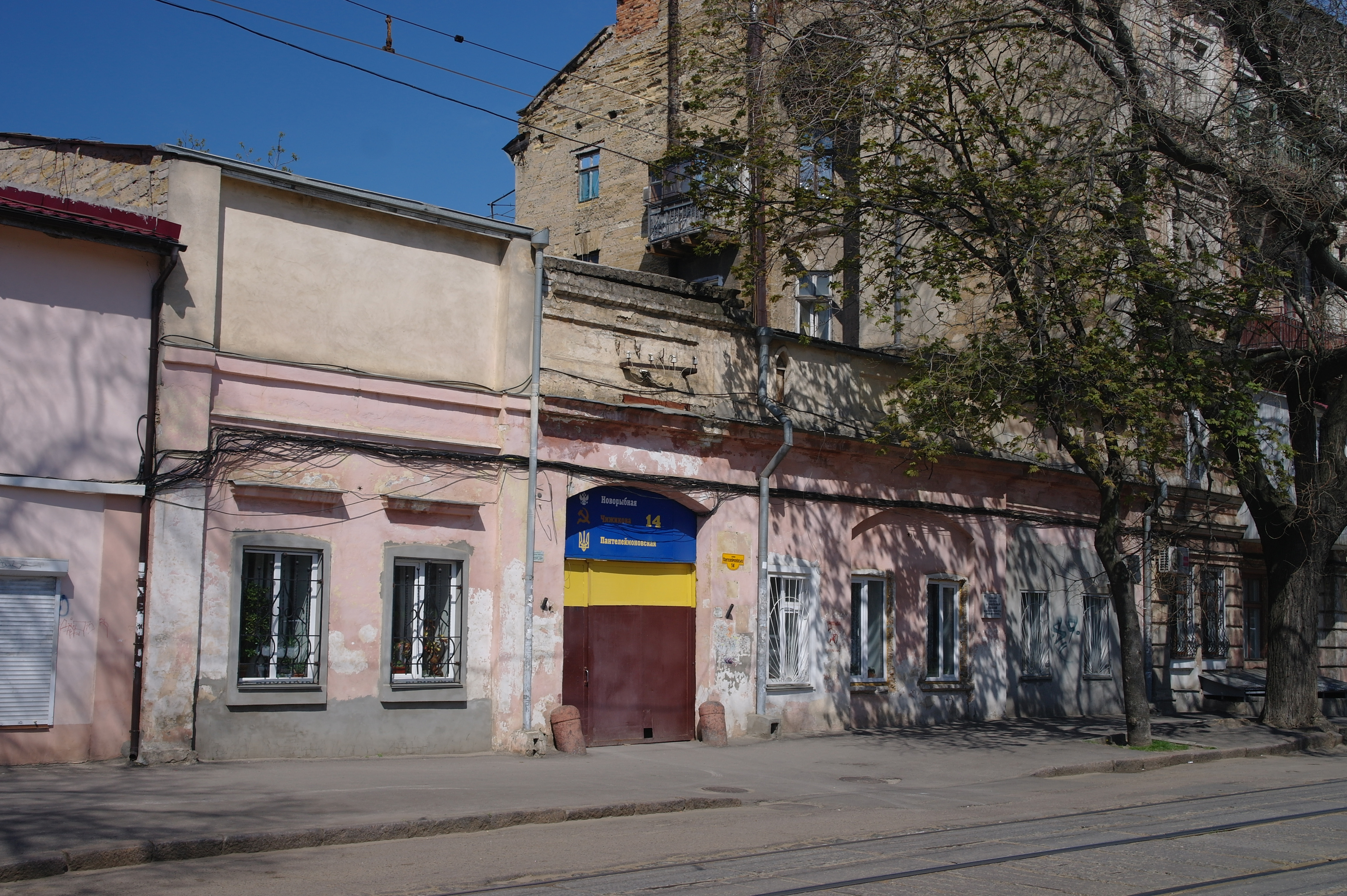
Будинок, в якому жив Чуковський. м. Одеса, вул. Пантелеймонівська 14.

### Походження і дитинство
Народився 31 березня 1882 у Санкт-Петербурзі (доволі часто зустрічається дата народження 1 квітня, що з'явилась у зв'язку з помилкою при переході на новий стиль - додано 13 днів, а не 12, як слід було для XIX століття). Був позашлюбною дитиною служниці, полтавської селянки Катерини Йосипівни Корнєйчукової та Еммануїла Соломоновича Левенсона. Еммануїл був сином лікаря, почесного громадянина Одеси Самуїла Левенсона, в багатодітній єврейській родині. Разом вони прожили близько семи років, спочатку в Одесі, а потім Еммануїл взяв її з собою до Санкт-Петербурга на час свого навчання в інституті. Там Катерина народила доньку Марію і через три роки — Миколу. Невдовзі Емануїл Левенсон одружився з полячкою та переїхав жити до Варшави. По батькові «Васильович» було дано Миколі за іменем хрещеного батька, за документами справжній батько лишився невідомим. У Петербурзі мати з дітьми прожила три роки, поки хлопчикові не виповнилося три роки, після чого повернулася з дітьми до Одеси. Левенсон надсилав їм кошти, але мати не розкривала дітям особи батька. На життя заробляла пранням і вишиванням. Корній згадував її як жінку сміливу, жартівливу і працьовиту . Все життя Катерина Йосипівна розмовляла з сином тільки українською. Попри її опіку, життя без батька засмучувало Миколу і в нього на все життя залишилась образа на Левенсона .
Значну частину статків забрали витрати на лікування Миколи від скарлатини. Шестирічного Миколу мати віддала в дитячий садок мадам Бухтєєвої. Хоча сама вона соромилася говорити на людях «простонародною» українською, її син не відчував такої упередженості та навіть читав «Енеїду» малограмотним українським робітникам Одеси. Цьому сприяв і багатонаціональний склад Одеси, а особливо району, де жила родина . Далі була гімназія, де Микола потоваришував із  Борисом Житковим , майбутнім дитячим письменником. У п'ятому класі хлопчика виключили «за низьке походження». Він вирішив закінчити освіту екстерном, став вивчати англійську мову, придбавши за копійки самовчитель із вирваними сторінками. Підробляв малярем, заучуючи нові слова під час роботи. Хлопець на даху крейдою писав слово, поки доповзав до останньої букви — запам'ятовував його та щовечора називав матері близько ста нових англійських слів. Ще в гімназії Корнєйчуков почав писати вірші й невеликі оповідання, але соромився своїх творів .

### Діяльність до революції

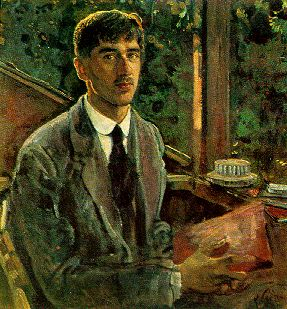
Портрет Чуковського (1915)

З початку літературної діяльності Корнейчуков використовував псевдонім «Корній Чуковський», до якого пізніше приєдналося фіктивне по батькові «Іванович». Від 1901 року почав друкуватися в «Одеських новинах». Того ж року познайомився з донькою бухгалтера Марією Арон-Беровою Гольдфельд, хоча її батьки були проти стосунків з «роботягою». В 1903 вони все ж одружилися, невдовзі Чуковського було відправлено кореспондентом «Одеських новин» у Лондон. Газета збанкрутувала і в неї не виявилося грошей забрати кореспондента, Корній пробув у Лондоні до 1904. Там він заробляв, складаючи каталоги російських книг для бібліотеки Британського музею. Тим часом Марія народила від нього сина Миколу, а газета таки знайшла кошти на повернення. В Англії з'ясувалося, що Чуковський абсолютно не сприймає на слух англійську мову, не кажучи вже про вимову. Але майбутній письменник не знітився і почав активно перевчатися, а в бібліотеці ознайомився з класикою англійської літератури.
Повернувшись до Росії під час революції 1905 року, Чуковський був захоплений революційними подіями, відвідав броненосець «Потьомкін», почав видавати в Петербурзі сатиричний журнал «Сигнал». Серед авторів журналу були такі відомі письменники як Олександр Купрін, Федір Сологуб. Після четвертого номера його заарештували за «образу царської величності». На щастя Корнія Івановича, його випустили із в'язниці під заставу, виплачену дружиною Купріна, а захищав знаменитий адвокат Оскар Грузенберг, який домігся виправдання. Надалі Корній присвятив себе літературній критиці.
У 1906 родина Чуковських переїхала до містечка Куоккала (тепер Рєпіно) в Фінській затоці, знімаючи там дачу. В березні 1907 народилася донька Лідія, а в 1910 — син Борис. У 1912 Корній купив дачу. Приділяючи багато часу спілкуванню з дітьми, Чуковський виявив, що як особливого напряму дитячої літератури в Російській імперії не існує. Паралельно він перекладав російською твори Волта Вітмена, що забезпечило популярність Чуковського в літературному середовищі. Чуковський став впливовим критиком, засуджував бульварну літературу, захищав футуристів. У 1912 видав дитячий альманах «Жар-птиця», проте він лишився непоміченим. З початком Першої світової війни Корній побоювався, що його призвуть до війська, але цього так і не сталося. Наприкінці 1916 написав віршовану казку «Крокодил». Того ж року Чуковський з делегацією Державної думи відвідав Англію. У 1917 році вийшла книга Паттерсона «З єврейським загоном в Галліполі» про єврейський легіон у складі британської армії під редакцією і з передмовою Чуковського. Напередодні Жовтневого перевороту з дружиною й дітьми переїхав до Єрмоловки на дачу Літературного фонду, а потім Петербурга.

### Діяльність за Радянського Союзу

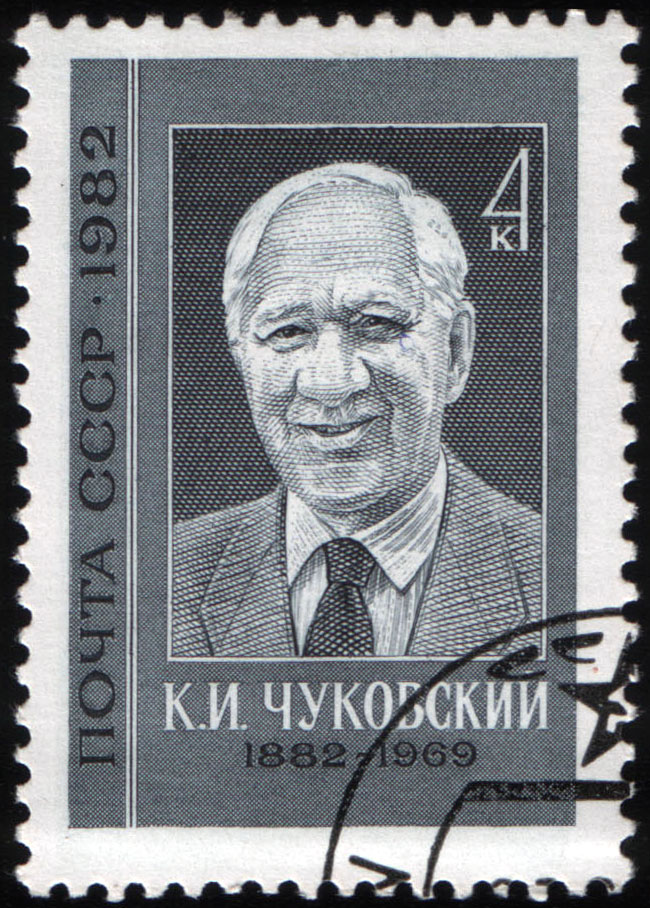
Поштова марка СРСР присвячена К. Чуковському, 1982 (Каталог ЦФА 5282, Скотт 5033)

У 1918 Корнія Івановича запросило на роботу видавництво «Дитяча література» завідувати англо-американською секцією. Також він став спеціалістом з творчості Миколи Некрасова. Після революції поєднання «Корній Іванович Чуковський» стало його справжнім ім'ям, по батькові та прізвищем. У 1920 народилася його донька Марія (Мурочка). За короткий час він створив свої найкращі казки — «Айболить», «Мийдодір», «Муха-Цокотуха», «Телефон». Однак на нього також посипалась критика. «Муху-Цокотуху» оголосили гімном куркульського і міщанського побуту, що завдає радянським дітям непоправної шкоди. Письменник Казакевич вважав, що казка «Тарганище» — це сатира на Йосипа Віссаріоновича Сталіна (сучасні критики вважають сатирою на Троцького).
На початку 1920-х належав до об'єднання літераторів «Серапіонові брати» (до групи входили Микола Гумільов, Борис Ейхенбаум та інші). Далі почалася смуга особистих трагедій письменника. В 1926 було заарештовано його доньку Лідію, котра вступила до підпільного товариства. Її відпустили на поруки і потім заслали до Саратова, завдяки клопотанню батька, лише на 11 місяців. Глава радянських педагогів Надія Крупська стала особистим ворогом Чуковського, критикуючи його казки і вимагаючи їх заборони за «міщанську непристойність» і «буржуазну ідейність». Зокрема їй вдалося домогтися заборони «Бармалея» і «Лікаря Айболитя». У справу втрутився Максим Горький, написавши статтю на захист Чуковського, схвалену Сталіним. Він підвів обґрунтування цитатами Леніна, його підтримали більшість видатних літераторів СРСР, Олексій Толстой, В'ячеслав Шишков, Юрій Тинянов та інші. Сам Корній Іванович в 1929 відрікся від своїх казок та пообіцяв видати збірку нових, «ідеологічно правильних», але цієї обіцянки не дотримав. У 1931 році померла одинадцятирічна донька Марія, котра захворіла напередодні відречення. Чуковський присвятив себе дослідженню історії літератури.
Переслідування Корнія Івановича припинилося в 1933, коли він видав книгу, присвячену дитячій психології та дитячій літературі «Від двох до п'яти». В ній було також висунуто аргументи на свій захист і поміщено критику у відповідь. У 1938 заарештували і розстріляли Матвія Бронштейна, другого чоловіка дочки Лідії, хоча це не позначилося на кар'єрі письменника.
Під час німецько-радянської війни, 1942-го, загинув син письменника Борис, Микола ж опинився в блокаді в Ленінграді, але пройшов усю війну. Корній в 1942 написав казку «Подолаємо Бармалея», де обігрував боротьбу проти нацистів, вона не була опублікована і сам письменник пізніше вважав її своєю творчою невдачею.
Після війни опублікував свою останню казку «Пригоди Бібігона», яка була повністю видана тільки в 1963. Надалі займався перекладами книг Кіплінга, Марка Твена, Оскара Вайлда, видав книгу про теорію художнього перекладу. 1962 року став почесним доктором літератури Оксфордського університету у Великій Британії. На своїй дачі в Передєлкіно Корній Іванович організував за власний кошт дитячу бібліотеку, читальню та дім дитячої книги.
В останні роки життя Чуковський — всенародний улюбленець, лауреат низки державних премій і орденів. У той же час підтримував контакти з дисидентами (Олександр Солженіцин, Йосип Бродський).
Помер 28 жовтня 1969 у віці 87 років від вірусного гепатиту. Похований на невеликому кладовищі селища Передєлкіно. Ще до своєї смерті письменник склав список людей, яких не бажав «бачити» на своєму похороні. Його діти — Микола, Лідія, Борис і померла в дитинстві Марія, якій письменник присвятив низку творів — носили (принаймні після революції) прізвище Чуковських та по батькові Корнійович / Корніївна. Микола Чуковський, як і батько, став письменником, перекладачем, літературознавцем. Лідія Чуковська — письменницею-дисиденткою.

## Основні твори

### Казки
- Лікар Айболить
- Англійські народні пісеньки
- Бармалей
- Крадене сонце
- Крокодил
- Мийдодір
- Муха-Цокотуха
- Здолаємо Бармалея!
- Пригоди Бібігона
- Плутанина
- Собаче царство
- Тарганище
- Телефон
- Клишоногий і Лисиця
- Клишоногий і Місяць
- Федорине горе
- Курча
- Що зробила Мура, коли їй прочитали казку «Чудо-дерево»
- Чудо-дерево
- Пригоди білої мишки

### Вірші
- Ненажера
- Слониха читає
- Закаляка
- Порося
- Їжачки сміються
- Бутерброд
- Федотка
- Черепаха
- Свинки
- Город
- Пісня про бідні чобітки
- Верблюдиця
- Пуголовки
- Бебек
- Радість
- Пра-пра-правнукам
- Ялинка
- Муха в лазні

### Повісті
- Сонячна
- Срібний герб

### Перекладознавчі праці
- Принципи художнього перекладу
- Мистецтво перекладу
- Високе мистецтво

### Дошкільне виховання
- Від двох до п'яти

### Спогади
- Ілля Рєпін
- Юрій Тинянов
- Борис Житков
- Іраклій Андроников
- А. Ф. Коні
- Купрін
- Макаренко

### Статті

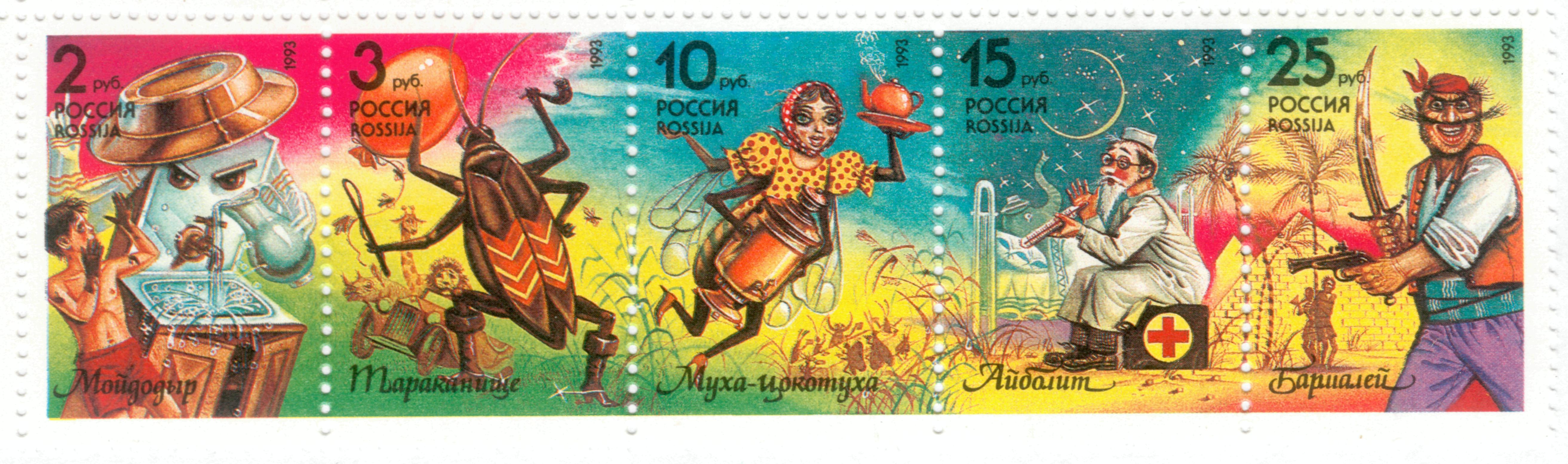
Серія марок з персонажами творів Корнія Чуковського (1993)

- Живий як життя
- До вічно-юного питання
- Історія мого «Айболитя»
- Як була написана «Муха-Цокотуха»
- Визнання старого казкаря
- Сторінка Чукоккали
- Про Шерлока Холмса
- Госпіталь № 11

## Нагороди
- Орден Леніна (1957);
- чотирикратно Орден Трудового Червоного Прапора (1939, 1962, 1965,1967);
- Ленінська премія (1962);
- удостоєний ступеня Доктора літератури Honoris causa Оксфордського університету (1962);
- численні медалі[10].